# Třída Hameln (typ 343)
Třída Hameln (typ 343) je třída minolovek německého námořnictva. Celkem bylo postaveno 10 jednotek této třídy. Minolovky nesly konvenční vybavení pro tralování min. Během 90. let se však změnily požadavky na tento typ plavidel a všech deset lodí bylo přestavěno tak, aby nesly moderní elektroniku a dálkově ovládané robotické minolovné prostředky. Přestavbou vznikly dvě nové třídy minolovek, pojmenované třída Kulmbach (typ 333) a třída Ensdorf (typ 352). Obě tyto třídy německé námořnictvo stále provozuje.

## Pozadí vzniku
Celkem bylo konsorciem STN Systemtechnik Nord, zahrnujícím společnosti STN Atlas Elektronik, Abeking & Rasmussen a Lürssen, postaveno 10 jednotek této třídy. Do služby byly zařazeny v letech 1990–1991. Pojmenovány byly Pegnitz (M 1090), Kulmbach (M 1091), Hameln (M 1092), Auerbach/Oberpfalz (M 1093), Ensdorf (M 1094), Überherrn (M 1095), Passau (M 1096), Laboe (M 1097), Siegburg (M 1098) a Herten (M 1099).

## Konstrukce
Plavidla byla postavena z nemagnetické oceli. K vlastní obraně byla vyzbrojena dvěma kusy 40mm kanóny Bofors a k obraně proti vzdušnému napadení nesla dvě čtyřnásobná vypouštěcí zařízeními pro protiletadlové řízené střely Stinger s dosahem 4,8 km. Pohonný systém tvoří dva diesely MTU 16V 538 TB91, roztáčející dva lodní šrouby. Nejvyšší rychlost dosahuje 18 uzlů.